# Esra-Nehemia-Buch
| Ketuvim (Schriften) des Tanach                                                                      |
| --------------------------------------------------------------------------------------------------- |
| Sifrei Emet (poetische Bücher)                                                                      |
| - סֵפֶר תְּהִלִּים – Buch der Psalmen - אִיּוֹב – Ijob - מִשְלֵי שְׁלֹמֹה – Sprüche Salomos                          |
| חמש מגילות – Megillot (Festrollen)                                                                  |
| - רוּת – Buch Rut - שִׁיר הַשִּׁירִים – Hoheslied - קֹהֶלֶת – Kohelet - אֵיכָה – Klagelieder - אֶסְתֵּר – Buch Ester |
| Übrige                                                                                              |
| - דָּנִיּאֵל – Daniel - עֶזְרָא – Esra (einschließlich Nehemia) - דִּבְרֵי הַיָּמִים – Chronik (1–2 Chr)            |

Als Esra-Nehemia-Buch wird in der Forschung der Zusammenschluss der beiden biblischen Bücher Esra und Nehemia bezeichnet. In der Hebräischen Bibel bildeten sie bis ins 15. Jahrhundert ein gemeinsames Buch, das als עֶזְרָא ʿæsrāʾ bzw. עֶזְרָא נְחֶמְיָה ʿæsrāʾ nəḥæmjâ bezeichnet wird. Auch im frühen Mittelalter behandelten die Masoreten es als solches. Sie gaben die Buchmitte in Neh 3,32  an und bringen nur eine Masora finalis an. In der Septuaginta gehören beide Teile als Εσδρας Esdras bzw. Εσδρας Β' Esdras B' ebenfalls zusammen. Bei Origenes ist erstmals eine Aufteilung von Esdras B' in zwei Bücher belegt. Diese Unterscheidung übernimmt später die Vulgata (I Esdrae und II Esdrae). Der Grund dafür liegt im Neuansatz in Neh 1,1 : דִּבְרֵי נְחֶמְיָה בֶּן־חֲכַלְיָה diḇrê nəḥæmjâ bæn-ḥᵃḵaljâ „Worte Nehemias, des Sohnes Hachaljas“, mit dem auch ein Ich-Bericht beginnt.
In modernen Bibelausgaben wird das Buch für gewöhnlich als zwei getrennte Bücher behandelt. Das erste Buch trägt dabei den Titel Esra bzw. Buch Esra oder 1. Buch Esra, hebräisch סֵפֶר עֶזְרָא sēp̄ær ʿæsrāʾ, und wird im deutschen Sprachraum mit Esr abgekürzt. Das zweite Buch trägt den Titel Nehemia bzw. Buch Nehemia oder 2. Buch Esra, hebräisch סֵפֶר נְחֶמְיָה sēp̄ær nəḥæmjâ, und wird im deutschen Sprachraum mit Neh abgekürzt.
Daneben finden sich weitere apokryphe Esra-Bücher.
Das Esra-Nehemia-Buch berichtet vom Wiederaufbau Israels nach dem Babylonischen Exil. Dabei bildet der Tempel in Jerusalem den Mittelpunkt der Gemeinde. Das Leben ist von der Tora geprägt, die die Zugehörigkeit zur Gemeinde, das Leben im Alltag und die Verpflichtung für den Unterhalt des Tempels regelt.

## Entstehung
Esra-Nehemia erscheint als geschlossenes Werk, jedoch wird deutlich, dass vorgegebene Materialien komponiert wurden. In der Forschung herrscht keine Einigkeit, ob es sich um authentische Quellen oder stilistische Nachahmungen handelt.
Will man die Entstehungsgeschichte des Esra-Nehemia-Buches rekonstruieren, zeigen sich vier zentrale Probleme:
1. Das Verhältnis zu den Chronikbüchern: Beide Werke entstanden getrennt, jedoch nicht völlig unabhängig voneinander. Die These eines chronistischen Geschichtswerkes gilt als überholt.[2]
2. Das Verhältnis von Neh 8–10 zu Esr 7–10: Hier treten Differenzen u. a. im Gesetzesverständnis, der Rolle der Leviten sowie der Aspekte, wie der Aufbau der Gemeinde und die Identitätsfindung gelingen sollen, zutage, was einige Theologen als Argument gegen eine Einheit sehen. Vermutlich handelt es sich bei Neh 8–10 um eine sekundäre Erweiterung, die den in Neh 10,30–40 entfalteten Toragehorsam akzentuiert.[3][1]
3. Die Wiederholung der Heimkehrerliste (Esr 2 und Neh 7): Die Listen stimmen weitgehend überein. Vermutlich war Esr 2 die Vorlage für Neh 7. Die Esra-Liste ist im Kontext verankert, während die Nehemia-Liste den Zusammenhang der Besiedelung Jerusalems unterbricht. Vermutlich soll der Volkssammlung in Neh 8 EU eine Liste des Volkes vorgeschaltet werden. Der Rückgriff ist im Text markiert. Die Listen in Neh 7 und 10 sind wechselseitig aufeinander hin gestaltet und bilden einen Rahmen um den wichtigen Abschnitt Neh 7,5–10,40.[4]
4. Die Einfügung der Nehemiamemoiren: Nehemia wird im 3Esr nicht genannt, dies lässt jedoch nicht zwangsläufig auf eine sekundäre Einfügung schließen. Auch das Zeugnis von Josephus ist uneindeutig.[4] Die prolevitische Redaktion des Esrabuches deutet darauf hin, dass 3Esr von Esra-Nehemia abhängig ist und somit die Nehemiamemoiren nicht nachträglich eingefügt wurden.[5]

### Verwendete Quellen
Zahlreiche Texte des Buches werden als Quellen identifiziert, jedoch sind ihr Quellencharakter, die Herkunft und ursprüngliche Bedeutung in der Forschung oft stark umstritten.
Esr 4,8–6,18 und 7,12–26 sind auf Aramäisch verfasst. Nach klassischer Auffassung handelt es sich um als Urkunden rezipierte Briefe. Möglicherweise handelt es sich auch um eine aramäische Erzählung, die Dokumente als literarisches Stilmittel verwendet. Die neuere Forschung bewertet den Quellenwert überwiegend negativ, da sie in wesentlichen Punkten nicht dem reichsaramäischen Briefformular entsprechen. Stattdessen geht man von fiktiven Texten der nachachämenidischen Zeit aus. Dabei handelt es sich um eine Demonstration von Kunstfertigkeit in der Beherrschung der Zweisprachigkeit und um ein Mittel, Authentizität zu erzeugen.
Hinter dem Ich-Bericht in Neh 1–7* und 11–13* vermutete die Forschung eine „Nehemia-Quelle“ (Nehemiamemoiren bzw. Nehemia-Denkschrift). Umstritten sind sowohl die genaue Abgrenzung als auch die Intention dieses Dokumentes sowie die Frage, ob es sich um einen historisch authentischen Bericht Nehemias oder eine legendarische Nachbildung (pseudepigraphe Schrift) handelt. In der heutigen Forschung finden sich in der Nehemia-Quelle starke literarkritische Differenzen.
Minimalistische Auffassungen sehen im Beauftragungsschreiben in Esr 7,12–26 eine Esra-Quelle. Manche Forscher sehen den Ich-Bericht als Vorlage und den Er-Bericht (Esr 10) als Überarbeitung, gelegentlich wird auch der Er-Bericht für älter gehalten. Jedoch lässt sich der Wechsel zwischen 1. und 3. Person auch als literarisches Stilmittel oder mit der Anlehnung an den Nehemia-Bericht und der Komposition des Buches erklären. Als Konsens gilt die wechselseitige Beeinflussung der Erzählungen, über konkrete Vorstellungen herrscht Uneinigkeit. Der historische Quellenwert ist umstritten. Die gegenwärtige Forschung sieht im Beglaubigungsschreiben überwiegend eine literarische Bildung, die die hellenistische Herrscherideologie widerspiegelt.
Die zahlreichen Listen erwecken den Eindruck von amtlichem Material. Es ist jedoch nicht ohne weiteres davon auszugehen, dass es sich um Primärquellen handelt. Vermutlich stellen sie eine gezielte Erarbeitung dessen dar, was man als „wahres Israel“ festlegen wollte. Dies zeigt sich auch im schriftgelehrten Rückblick auf ältere Teile der Heiligen Schrift und die legitimierende und beglaubigende Funktion der Listen. Die Liste aus Esr 2 wird dabei wiederholt aufgenommen. Lediglich die Liste der Bewohner Jerusalems in Neh 11 nimmt keinen Bezug darauf.
Wichtige Quellen des Esra-Nehemia-Buches sind die älteren biblischen Bücher, v. a. die erzählenden Teile von Exodus, Levitikus, Deuteronomium und Josua sowie Jeremia, Haggai und Sach 1–8 .

### Entstehungshypothesen
Während in der Vergangenheit Modelle der Abfassung eines chronistischen Geschichtswerkes (1Chr–Neh) durch einen Verfasser angenommen wurde, tendiert die neuere Forschung zu einem schrittweisen Textwachstum. Viele Stellen des komplexen Aufbaus lassen das Werk als Ergebnis einer Wachstumsgeschichte erkennen.
In der Forschung werden mehrere Entstehungshypothesen diskutiert:
- Ein radikaler Ansatz stellt auch die in Esra-Nehemia als Quelle eingeführten Texte, insbesondere die Berichte von Esra und Nehemia, als literarische Fiktionen des Chronisten dar. Diese Erklärung berücksichtigt jedoch die internen Spannungen nicht ausreichend. Zudem kann der Chronist nicht als Verfasser von Ersa-Nehemia betrachtet werden.
- Ein Blockmodell sieht ein Wachstum von Esra-Nehemia in Verbindung mit den beiden Chronikbüchern, das sich in drei Stufen vollzog. Demnach sei eine ältere, unabhängig von der Chronik entstandene Esra-Nehemia Erzählung die Grundlage, der später die Tempelbauerzählung in Esr 1–6 vorgeschaltet worden sei. Beim Bearbeiter handle es sich um denselben, der auch die pro-priesterlichen Ergänzungen in der Chronik vornahm.
- Ein Schichtenmodell erscheint in verschiedenen Ausformungen. Der Chronist hat aus zahlreichen Quellen die Ersa-Nehemia-Komposition erschaffen. Ein nachchronistischer „listenfreudiger Ergänzer“ hat dieses Werk beträchtlich erweitert. Möglicherweise wurde die Nehemia-Denkschrift erst in die zweite, erweiterte Auflage aufgenommen.
- Eine elaborierte Ergänzungs- oder Fortschreibungshypothese geht von Nehemia aus und bezieht die Entwicklung des Esrabuches mit ein. Bei der ursprünglichen Nehemia-Denkschrift handelt es sich lediglich um eine kurze Bauinschrift. Die Aufgabe Nehemias wurde auf den weiteren Entwicklungsstufen ausgeweitet, bis er zum idealen Statthalter stilisiert wurde. Durch den in sich vielschichtigen Einschub Neh 7,1–13,3, der die Verpflichtung auf die Tora zum Höhe- und Zielpunkt von Esras und Nehemias Tätigkeit ausgestaltet, erfolgte die größte inhaltliche Verschiebung. Bei Esr 7 f., dem ältesten Teil der Esraerzählung, und Esr 1–6 handelt es sich um eine rein literarische Bildung, die im Kontakt mit Neh 1–6 entstand. Esr 9 f. hängt von Neh 13,23–31 ab, Neh 7 und Neh 12,27–43 greifen auf Esr 2 und 6,15–22 zurück. Die Schwäche dieses Modells liegt in der Annahme, dass man eine große Zahl von Bearbeitungen wortgenau abgrenzen und den Entstehungsprozess vollständig rekonstruieren könne.
- Andere Modelle gehen von einer sekundären Einarbeitung der Nehemia-Denkschrift im Zuge einer levitischen Bearbeitung des Gesamtwerkes aus. Im Zuge dieser Redaktion wurde auch der ursprüngliche Schluss der Esraerzählung, die Gesetzesverlesung, nach Neh 8 verschoben worden. Einige Vertreter gehen davon aus, dass es sich bei Esra-Nehemia nicht um die Vorlage, sondern eine jüngere Fassung der Wiederaufbauerzählung von 3. Esra handle. Die These, dass Neh 8 sekundär von Esr 7–10 getrennt und wirkungsvoll an den Schluss der Wiederaufbaumaßnahmen gesetzt wurde, vertreten auch andere Entstehungsmodelle.
- Eine weitere Hypothese geht davon aus, dass Esra-Nehemia als Fortführung des deuteronomistischen Geschichtswerkes verfasst wurde und die Chronikbücher als neuer Vorbau erst später entstanden. Beide Werke werden als Produkt eines längeren Entstehungsprozesses in einer chronistischen Schule angesehen.
- Weitere Modelle hinterfragen die ursprüngliche Einheit von Esra-Nehemia. Dabei stützen sie sich insbesondere auf die Differenzen zwischen Esr 7–10 und Neh 8–10 sowie die Doppelung der Erstheimkehrerliste. Jüngste Diskussionen zeigen, dass die Mehrheit der Forscher eine Einheit im Rahmen eines redaktionsgeschichtlichen Modells annimmt, das auch konzeptionelle und sprachliche Differenzen der Bruchteile erklärten kann.

### Ein redaktionsgeschichtliches Entstehungsmodell
Das im Folgenden dargestellte Modell versucht, möglichst viele Beobachtungen in eine Entstehungshypothese zu integrieren.
Den Ausgangspunkt bilden die konzeptionellen Differenzen zwischen dem aramäischen Teil Esr 4,4–4,15 und dem Kern des Nehemiaberichts einerseits und den hebräischen Rahmenteilen andererseits. Während ersteres die Konstitution Israels als Rückkehrergemeinde nicht zum Thema macht, wird Israel in letzterem stärker theologisch und weniger ethnisch akzentuiert. Daher ist davon auszugehen, dass unter Aufnahme von älterem Material redaktionell eine Esra-Nehemia-Großkomposition geschaffen wurde, die in drei Schritten die nachexilische Neuorganisation als Anknüpfung an Ex–Jos erzählt:
- Esr *1–6: Wiederaufbau des Tempels
- Esr *7–10: „Definition“ der Gemeinde
- Neh *1–12: Wiederaufbau der Stadt(mauer)

Teile von Esr 7 f. entstanden möglicherweise als Reaktion auf den Nehemiabericht. Sie sind als bewusste Abgrenzung auf einer späteren Entstehungsstufe zu verstehen. Die religiösen Reformen in Neh 13 stehen vermutlich unter dem Einfluss des Esrabildes in Esr 9 f.
Durch den umfangreichen Nachtrag in Neh 7,5–10,40 werden die Esra- und Nehemiageschichte integriert, sodass die Protagonisten zusammenwirken. Der Einschub macht das Thema des Toragehorsams zur Zentralbotschaft des Buches. Dies wird als große Liturgie der Toraverlesung und Bundeserneuerung szenisch dargestellt. Weitere Zusätze in Esr 7,6aβ.10.11b bereiten dies vor. Dies führt zu einer Neuinterpretation der offiziellen persischen Beauftragung Esras: Das Gesetzt dient nicht mehr als Instrument der Überprüfung der Verhältnisse in der Provinz, stattdessen ist das Ziel der Mission Esras nun die Vermittlung der Tora an die um den Tempel versammelte Gemeinde. Esra wird dabei zum Schriftgelehrten par excellence und zweiten Mose stilisiert.
Eine spätere prolevitische Redaktion widmet sich ausschließlich kultischen Fragen, insbesondere den Belangen des Tempelpersonals. Dabei wird die Beteiligung der Leviten, v. a. der Musiker und Torwächter, an großen Feiern hervorgehoben.
Vermutlich wurde Esra-Nehemia schließlich von einem Redaktor überarbeitet, der auch die Chronikbücher bearbeitete.

## Datierung und Autor
Im Esra-Nehemia-Buch fehlen ausdrückliche Datierungshinweise. Ob mit der Entstehung von Teile des Buches, wie bspw. der Nehemia-Quelle, noch in der persischen oder erst in der hellenistischen Periode gerechnet werden darf, wird diskutiert. Die ausdrücklich als Zitate eingefügten Briefe und Urkunden können nicht als authentische Kanzleidokumente der Perserzeit betrachtet werden. Vielmehr sind sie vom hellenistischen Herrscherbild beeinflusst. Das Briefformular der zitierten Briefe stammt nicht aus der persischen Zeit, sondern ist typisch für die hellenistische Korrespondenz. In der Esra- und Tempelbaugeschichte werden Zustände der ptolemäischen Zeit des 3. Jh.s v. Chr. widergespiegelt. Zudem weisen sprachliche Eigenheiten, Terminologie und Theologie (vgl. Esr 2,39  und Neh 7,70f ) auf die hellenistische Zeit. Daher ist von einer Entstehung im 3. Jh. v. Chr. auszugehen. Israel Finkelstein setzt die Datierung noch später an. Die spätesten Bearbeitungen des Buches hängen mit den Chronikbüchern zusammen, die ebenfalls in hellenistischer Zeit entstanden. Somit besteht eine große Distanz zwischen erzählter Zeit und Zeit der Abfassung.
Autor bzw. Autorenkreis entstammen dem schriftgelehrten Milieu und höchstwahrscheinlich levitischen Kreisen, die nach der Überlieferung von Ersa-Nehemia nicht nur eine bedeutende Stellung im Tempel einnahmen, sondern auch mit der Pflege, Weitergabe und Auslegung der normativen Überlieferungen betraut waren.

## Zusammenhang mit den Chronikbüchern
Aufgrund der stilistischen Verbindung zur Chronik, des Auftaktes in Esr 1,1  mit Waw („und“) und einer Datierung sowie die ausführlichere Wiederholung des Kyros-Edikts (Esr 1,2–4 ) wurden in der modernen historisch-kritischen Forschung seit Martin Noth die Bücher Esra–Nehemia häufig als Teil eines auch beide Chronikbücher umfassenden chronistischen Geschichtswerks verstanden. In jüngerer Zeit wird diese These seltener vertreten, weil die Unterschiede zwischen Esra–Nehemia einerseits und Chronik andererseits stärker betont werden, insbesondere die eigenständige Konzeption und Theologie. Vermutlich liegen die Übereinstimmungen beider Werke darin begründet, dass der Chronist Esra-Nehemia als Quelle nutzte und ein späterer Redaktor beide Werke bearbeitete.

## Position im Kanon
In der Hebräischen Bibel stellt Esra-Nehemia einen Teil der Ketubim dar. Die genaue Position variiert. Stehen die Chronikbücher am Anfang der Ketubim, bildet Esra-Nehemia den Abschluss; finden sich die Chronikbücher am Ende der Ketubim, steht Esra-Nehemia davor. Daneben finden sich weitere Varianten.
Die Septuaginta ordnet Esra-Nehemia bei den Geschichtsbüchern ein, in der Regel nach den Chronikbüchern bzw. nach Ester, Judit und Tobit. Das apokryphe 3. Buch Esra geht dabei dem Esra-Nehemia-Buch voraus. Bei Esdras A' handelt es sich um eine Neuinterpretation der Materialien aus 2Chr bis Esr 10, Neh 7,72–8,13a. Bei Origenes und später im 4. Jh. n. Chr. ist eine Aufteilung von Esdras B' in zwei Bücher belegt, jedoch bleibt unklar, was genau Origenes mit A' und B' meint. Hieronymus geht in Anlehnung an die hebräische Tradition von der Einheit der Bücher aus. In modernen Standardausgaben der LXX wird das Dritte Buch Esra als Esdras A' und Esra-Nehemia als Esdras B' bezeichnet, die kritische Göttinger Ausgabe nennt die Bücher Esdrae liber I (3. Buch Esra) und Esdrae liber II (Esra-Nehemia).
| Die Bücher Esra/Nehemia in den verschiedenen Bibelausgaben | Die Bücher Esra/Nehemia in den verschiedenen Bibelausgaben | Die Bücher Esra/Nehemia in den verschiedenen Bibelausgaben | Die Bücher Esra/Nehemia in den verschiedenen Bibelausgaben | Die Bücher Esra/Nehemia in den verschiedenen Bibelausgaben | Die Bücher Esra/Nehemia in den verschiedenen Bibelausgaben |
| ---------------------------------------------------------- | ---------------------------------------------------------- | ---------------------------------------------------------- | ---------------------------------------------------------- | ---------------------------------------------------------- | ---------------------------------------------------------- |
| Hebräische Bibel                                           | Hebräische Bibel                                           | Septuaginta                                                | Septuaginta                                                | Vulgata                                                    | Moderne Ausgaben                                           |
| urspr. Esra Nehemia                                        | Esra                                                       | Esdras Β'                                                  | Esdras β                                                   | Esdras I                                                   | Esra                                                       |
| urspr. Esra Nehemia                                        | Nehemia                                                    | Esdras Β'                                                  | Esdras γ                                                   | Esdras II                                                  | Nehemia                                                    |
|                                                            |                                                            | Esdras Α'                                                  | Esdras α                                                   | Esdras III                                                 | (3. Esra)                                                  |
|                                                            |                                                            |                                                            |                                                            | Esdras IV Esdras V/VI                                      | (4. Esra)                                                  |

## Text und Aufbau

### Gliederung
Durch ein dichtes Netz von Parallelen, Vorausnahmen und Wiederholungen entsteht trotz wechselnder Akteure, Themen, Zeiten und Schauplätze ein hohes Maß an Geschlossenheit in Esra-Nehemia. Für die Gesamtkomposition erscheint dies wichtiger als ein streng chronologischer und thematisch einliniger Aufbau.
Inhaltlich werden zwei Themen in sechs Hauptabschnitten miteinander verflochten: A) Der Wiederaufbau und B) die Verpflichtung auf das Gesetz sowie die Durchführung dieser Verpflichtung. Auf diese Weise wird der enge Zusammenhang zwischen den äußeren Aspekten des Neubeginns und dem, was Israel im Innersten zusammenhält, aufgezeigt. Jeder Hauptteil stellt dabei einen entscheidenden Schritt zur Neukonstituierung Israels dar.
| Aufbau des Esra-Nehemia-Buches | Aufbau des Esra-Nehemia-Buches | Aufbau des Esra-Nehemia-Buches          | Aufbau des Esra-Nehemia-Buches                | Aufbau des Esra-Nehemia-Buches                             | Aufbau des Esra-Nehemia-Buches        |
| ------------------------------ | ------------------------------ | --------------------------------------- | --------------------------------------------- | ---------------------------------------------------------- | ------------------------------------- |
| A                              | Esr 1,1–6,22                   | Aufbau des Tempels gegen Widerstände    | Aufbau des Tempels gegen Widerstände          | Aufbau des Tempels gegen Widerstände                       | Protagonisten: Jeschua und Serubbabel |
|                                |                                | 1,1–2,70                                | Rückkehr                                      | Rückkehr                                                   | Protagonisten: Jeschua und Serubbabel |
|                                |                                |                                         | 1,1–11                                        | Erlaubnis des Kyros zur Rückkehr                           | Protagonisten: Jeschua und Serubbabel |
|                                |                                |                                         | 2,1–70                                        | Heimkehrerliste                                            | Protagonisten: Jeschua und Serubbabel |
|                                |                                | 3,1–6,22                                | Tempelbau                                     | Tempelbau                                                  | Protagonisten: Jeschua und Serubbabel |
|                                |                                |                                         | 3,1–4,24                                      | Baubeginn und Hindernisse                                  | Protagonisten: Jeschua und Serubbabel |
|                                |                                |                                         | 5,1–6,22                                      | Überwindung der Widerstände und Tempelweihe                | Protagonisten: Jeschua und Serubbabel |
| B                              | Esr 7,1–10,44                  | Verpflichtung auf das Gesetz (Bund)     | Verpflichtung auf das Gesetz (Bund)           | Verpflichtung auf das Gesetz (Bund)                        | Protagonist: Esra                     |
|                                |                                | 7,1–8,36                                | Esras Mission (ab 7,27: Ich-Bericht)          | Esras Mission (ab 7,27: Ich-Bericht)                       | Protagonist: Esra                     |
|                                |                                |                                         | 7,1–28                                        | Esras Reise von Babylon nach Jerusalem                     | Protagonist: Esra                     |
|                                |                                |                                         | 8,1–36                                        | Esras Begleitung (Heimkehrerliste)                         | Protagonist: Esra                     |
|                                |                                | 9,1–10,44                               | Auflösung der Mischehen                       | Auflösung der Mischehen                                    | Protagonist: Esra                     |
|                                |                                |                                         | 9,1–4                                         | Das Mischehenproblem                                       | Protagonist: Esra                     |
|                                |                                |                                         | 9,5–15                                        | Esras Bußgebet                                             | Protagonist: Esra                     |
|                                |                                |                                         | 10,1–44                                       | Versammlung, Bundesschluss, Ausführung                     | Protagonist: Esra                     |
| A'                             | Neh 1,1–7,4                    | Aufbau der Stadtmauer gegen Widerstände | Aufbau der Stadtmauer gegen Widerstände       | Aufbau der Stadtmauer gegen Widerstände                    | Protagonist: Nehemia                  |
|                                |                                | 1,1–2,10                                | Nehemias Mission (ab 1,2: Ich-Bericht)        | Nehemias Mission (ab 1,2: Ich-Bericht)                     | Protagonist: Nehemia                  |
|                                |                                | 2,11–7,4                                | Stadtmauerbau mit Hindernissen                | Stadtmauerbau mit Hindernissen                             | Protagonist: Nehemia                  |
|                                |                                |                                         | 2,11–4,17                                     | Beginn des Aufbaus                                         | Protagonist: Nehemia                  |
|                                |                                |                                         | 5,1–19                                        | Soziale Spannungen                                         | Protagonist: Nehemia                  |
|                                |                                |                                         | 6,1–7,4                                       | Fortsetzung des Aufbaus                                    | Protagonist: Nehemia                  |
| B'                             | Neh 7,5–10,40                  | Verpflichtung auf das Gesetz (Bund)     | Verpflichtung auf das Gesetz (Bund)           | Verpflichtung auf das Gesetz (Bund)                        | Protagonisten: Esra und Nehemia       |
|                                |                                | 7,5–72a                                 | Bundeserneuerung                              | Bundeserneuerung                                           | Protagonisten: Esra und Nehemia       |
|                                |                                |                                         | 7,72b–8,18                                    | Gesetzesverlesung und Laubhüttenfest                       | Protagonisten: Esra und Nehemia       |
|                                |                                |                                         | 9,1–37                                        | Bußgottesdienst mit Nehemias Bußgebet                      | Protagonisten: Esra und Nehemia       |
|                                |                                |                                         | 10,1–40                                       | Die Verpflichtung auf das Gesetz (Bundesdokument)          | Protagonisten: Esra und Nehemia       |
| A''                            | Neh 11,1–12,47                 | Abschluss der Neuorganisation           | Abschluss der Neuorganisation                 | Abschluss der Neuorganisation                              | Protagonisten: Esra und Nehemia       |
|                                |                                | 11,1–36                                 | Besiedelung von Stadt und Hinterland (Listen) | Besiedelung von Stadt und Hinterland (Listen)              | Protagonisten: Esra und Nehemia       |
|                                |                                | 12,1–47                                 | Priester und Leviten; Einweihung der Mauer    | Priester und Leviten; Einweihung der Mauer                 | Protagonisten: Esra und Nehemia       |
|                                |                                |                                         | 12,1–26                                       | Genealogie des Kultpersonals                               | Protagonisten: Esra und Nehemia       |
|                                |                                |                                         | 12,27–43                                      | Einweihung der Mauer                                       | Protagonisten: Esra und Nehemia       |
|                                |                                |                                         | 12,44–47                                      | Versorgung des Kultpersonals                               | Protagonisten: Esra und Nehemia       |
| B''                            | Neh 13,1–31                    | Durchsetzung der Bundesverpflichtung    | Durchsetzung der Bundesverpflichtung          | Durchsetzung der Bundesverpflichtung                       | Protagonist: Nehemia                  |
|                                |                                | 13,1–3                                  | Allgemeiner Ausschluss von Nichtisraeliten    | Allgemeiner Ausschluss von Nichtisraeliten                 | Protagonist: Nehemia                  |
|                                |                                | 13,4–29                                 | Einzelmaßnahmen                               | Einzelmaßnahmen                                            | Protagonist: Nehemia                  |
|                                |                                |                                         | 13,4–14                                       | Reinigung des Kultes von Korruption durch fremde Einflüsse | Protagonist: Nehemia                  |
|                                |                                |                                         | 13,15–22                                      | Befolgung des Sabbats in der Stadt durch Abriegelung       | Protagonist: Nehemia                  |
|                                |                                |                                         | 13,23–29                                      | Missbilligung der Mischehen                                | Protagonist: Nehemia                  |
|                                |                                | 13,30–31                                | Zusammenfassung und Schlussbitte Nehemias     | Zusammenfassung und Schlussbitte Nehemias                  | Protagonist: Nehemia                  |

Zwischen den Hauptteilen ergeben sich mehrere wichtige Klammerelemente: der Tempel (Esr 1–6 und Esr 7–Neh 13), die Stadtmauer (Esr 4,8––23 und Neh 1 ff.), das Laubhüttenfest (Esr 3,4 und Neh 8,13–18), die Bußgebete (Esr 9,5–15 und Neh 9,6–37), persische Könige im Dienst des göttlichen Plans für Juda (Esr 1,1–4, Neh 2,4.8 u. ö.), der „heilige Same“ in der „heiligen Stadt“ (Esr 9,2 und Neh 11,1.8), Abgrenzung Israels nach außen (Esr 4,1–3, Neh 2,20 u. ö.), mit Gottes Hilfe werden die Anfeindungen, die den Aufbau bedrohen, überwunden (Esr 3,3, Neh 3,33–37 u. ö.), Verbindung von Problemen und Maßnahmen (Esr 9f, Neh 10 und Neh 13), mehrere Vorausdeutungen auf die Zeit von Esra und Nehemia in Esr 1–6.
Des Weiteren ergeben sich fürs Esra-Nehemia-Buch zwei große Epochenabschnitte:
- Esr 1–6: 2. Hälfte des 6. Jahrhunderts v. Chr.; Epoche der Heimkehrer und des Tempelbaus unter den Perserkönigen Kyros und Dareios I.; Protagonisten: Jeschua und Serubbabel
- Esr 7–Neh 13: Mitte des 5. Jahrhunderts v. Chr.; innere und äußere Konsolidierung unter Artaxerxes I.; Protagonisten: Esra und Nehemia

Das Bestreben, einerseits an die Zeit vor dem Exil anzuknüpfen, aber andererseits nicht einfach so weiterzumachen, wie man dort aufgehört hatte, da diese Praxis eben die Strafe des Untergangs Judas und Jerusalems nach sich zog, ist eine Grundtendenz der nachexilischen biblischen Literatur und eben auch charakteristisch für Esra-Nehemia.

### Inhalt
Das heute vorliegende Nehemiabuch beginnt mit einem Ich-Bericht Nehemias, der ein hoher Beamter am persischen Hof war. Im Jahr 445 v. Chr. wurde er mit dem Wiederaufbau Jerusalems, v. a. der Stadtmauer beauftragt. Nach Neh 1–6  ist dieser, ähnlich wie zuvor der Tempelaufbau von diversen Schwierigkeiten und Intrigen überschattet. In Neh 7  wird die Mauer fertiggestellt. Sie symbolisiert die feste Etablierung der Tempelgemeinde und sichert ihre Identität. Aus diesem Grund folgt eine Bevölkerungsliste, die weitgehend der Liste aus Esr 2  entspricht. „Die Bedeutung dieser Liste besteht darin, dass hier das Volk Gottes in Buchform vorliegt: In „Heiliger Schrift“ ist das wahre Israel registriert und amtlich erfasst.“
In Neh 8,1–12  findet sich das Modell eines Wortgottesdienstes. Der Priester und Schriftgelehrte Esra wird vom Volk gebeten, aus der Tora vorzulesen. Dieser Vorgang wird ausführlich beschrieben und betont, dass die Leviten das gehörte Wort für das Volk auslegen. Das Volk reagiert bestürzt (vgl. Ex 19,16  und 20,18 ), wird daraufhin jedoch von Esra getröstet. Der Tag der Gesetzesverlesung wird als Freudenfest gefeiert. Das lange Bußgebet Nehemias (Neh 9 ) zeigt, dass die Verlesung gleichzeitig auch Anlass zur Besinnung, Umkehr und Buße bietet. Das Gebet behandelt die Geschichte Israels seit Abraham und weist Ähnlichkeiten mit Ps 78 , 105  und 106  auf.
Wie bereits die Chronik behandelt Esra-Nehemia die Tora und Geschichtsbücher als „Heilige Schrift“, die eine Quelle des Wissens um die Vergangenheit darstellt und in der Gegenwart Orientierung bietet. Gott ist der einzige Gott und Schöpfer. Er schloss mit Abraham einen Bund und griff mehrfach befreiend und rettend in die Geschichte seines Volkes ein. Sein Strafhandeln liegt im Abfall des Volkes und der Oberen begründet. Dies dient als Deutung für vergangene Katastrophen und die gegenwärtige Not unter der persischen Fremdherrschaft. Aufgrund dieser Erkenntnis verpflichtet sich das Volk erneut auf das Gesetz Gottes (Neh 10 ).
In Neh 11–13   finden sich Berichte und Anordnungen Nehemias über die Wiederbesiedelung Jerusalems und des Hinterlandes, die Einweihung der Mauer, die Abgabenordnung fürs Heiligtum, die Aussonderung aller Fremdvölker aus Jerusalem, die Einhaltung des Sabbats und das Mischehenverbot. Neh 13,30f  schließt mit einer Zusammenfassung Nehemias über die Reinigung des Volkes und die Ordnung des Kultbetriebs. In seinem abschließenden Wunsch „Denk daran, mein Gott, und halt es mir zugute!“ (Neh 13,31b ) findet sich ein leichtes Echo von Gen 1 . Der in 1 Chr 1,1  mit Adam als Synonym für die Erschaffung von Welt und Mensch beginnende Geschichtsbogen endet hier.

### Historische Verortung
Die politische und soziale Verfassung Judas im 5. Jh. v. Chr. lässt sich schwer definieren. Die Begriffe „Theokratie“ und „Kultgemeinde“ vernachlässigen den konkreten politischen Aspekt. Joel P. Weinberg prägte den Begriff der „Bürger-Tempel-Gemeinde“, dieser hebt die zentrale Rolle des Tempels sowie die Bedeutung des Laienelements und der Selbstverwaltungsorgane hervor. Die Besonderheit des nachexilischen judäischen Gemeinwesens bestand darin, dass es sich nicht nur ethnisch, politisch und territorial, sondern auch stark religiös definierte.
Der historische Hintergrund sind die Bemühungen der persischen Zentralregierung, die strategisch wichtige und politisch sensible Region um Samaria und Jerusalem nach dem ägyptischen Aufstand (460 v. Chr.) zu stabilisieren. Die persische Zentralregierung und die im Exil lebenden Judäer stehen in einem nicht im Detail rekonstruierbaren Verhältnis zueinander. Die Strategie der Perser bestand darin, eine aus im Exil lebenden Juden bestehende, loyale Elite für die Administration Jerusalems zu bilden. Mit dem wiedererrichteten Tempel erhielten sie ein kontrollierbares religiöses Zentrum. Unter dem erheblichen Einfluss der Rückkehrer bildeten sich neue soziale Strukturen in der halbautonomen Tempelgemeinde, die wohl denen in der Diaspora entsprachen. Die Aussendung eines Priesters aus Babylon mit persischer Vollmacht zeugt von einem tiefen Misstrauen gegen die Jerusalemer Tempelbehörde. Die Mischehenscheidung führt zu einer Reorganisation der Bevölkerung Jehuds im Sinne der Tradition und des National- und Religionsbewusstseins der Exulantenschaft. Wann Juda zur selbstständigen Provinz innerhalb der persischen Satrapie Transeuphratene wurde, ist unklar. Vermutlich war spätestens Nehemia der erste Gouverneur der Provinz Jehud.
Problematisch für die zeitliche Einordnung der Erzählung ist das Verhältnis der Protagonisten, die einerseits Zeitgenossen sind, andererseits unabhängig voneinander tätig sind. Als gesichert gilt die Datierung der Nehemia-Mission ab 445 v. Chr. (20. Jahr von Artaxerxes I.), da Namen aus Nehemias Umfeld Ende des 5. Jh.s v. Chr. in den Papyri von Elephantine belegt sind. Von diesem Zeitpunkt ist jedoch die Datierung der Esra-Mission auf 458 v. Chr. (7. Jahr von Artaxerxes I.) in Esr 7,7  problematisch, da ein Zeitraum von 13 Jahren zwischen der Mission Esras und der Verlesung des Gesetzes bestünde. Folgende Lösungsansätze werden diskutiert:
- Esra als chronistische Erfindung: Damit sind historische Rückfragen grundlos, jedoch fehlen starke Gründe für eine Annahme der Nichthistorizität. Außerdem fällt die Hypothese mit der Entscheidung gegen das chronistische Geschichtswerk. Jedoch macht die Hypothese darauf aufmerksam, dass zwischen den Ereignissen und der schriftlichen Abfassung vermutlich ein großer zeitlicher Abstand lag und sehr frei mit dem älteren Material umgegangen wurde, um so eigene theologische Intentionen zu verfolgen.
- Umdatierung der Esramission: Eine Möglichkeit besteht darin, die Mission ins 7. Jahr von Artaxerxes II., also 398 v. Chr. und damit nach Nehemia, zu datieren. Somit ist das Nebeneinander beider Protagonisten als unhistorisch zu bewerden. Eine zweite Möglichkeit besteht in der Textänderung von Ers 7,7, sodass die Mission im 37. Jahr von Artaxerxes I., also 428 v. Chr. stattfand. So fiele sie mit dem zweiten Aufenthalt Nehemias in Jerusalem zusammen.
- Redaktionsgeschichtliche Lösung: Das Zusammenwirken beider Protagonisten und der zweite Aufenthalt Nehemias stellen demnach spätere, theologisch interessierte Bearbeitungen des Textes dar, die keine historische Plausibilität aufweisen müsse.

Die Datierung beider Protagonisten bleibt jedoch mit großen Unsicherheiten behaftet, da auch die Elephantine-Papyri nur indirekte Zeugnisse darstellen. Besonders die anachronistisch Reihenfolge der Perserkönige in Esr 4 bleibt ein Forschungsproblem. Nach Mehrheitsmeinung stellt der Brief an Artaxerxes einen prinzipiellen Beleg für Anfeindungen ohne Rücksicht auf die Chronologie der Könige dar. Andere Thesen gehen davon aus, dass der Verfasser durch das mehrfache Vorkommen von Darius und Artaxerxes als Königsnamen in späterer Zeit verwirrt wurde oder dass der Autor von einer historisch inkorrekten Abfolge der Könige ausging.

## Theologie
„Das Esra-Nehemiabuch will von uns nicht als historische Quelle, sondern als theologische Deutung der Wiederherstellung des Mittelpunktes des nachexilischen Judentums, Jerusalems und seines Tempels, gelesen werden.“

Das Buch will die Identitätsklärung Judas unter Fremdherrschaft in frühhellenistischer Zeit unterstützen und hebt dafür die starke Kontinuität zur Gründungszeit hervor. Der Neuanfang erfolgt von außen. Obwohl er an die Zeit des ersten Tempels anknüpft, ist er nicht als bloße Restauration zu verstehen, da sich die politischen und ethnischen Rahmenbedingungen verändert haben. Der Tempel dient als sichtbares Zeichen der heilsgeschichtlichen Kontinuität. Auch die Übereinstimmung mit dem Kult der Tora wird hervorgehoben. Auch die Wiederherstellung Jerusalems ist ein wichtiger Ausdruck der Kontinuität: Das Gemeinwesen erhält mit Stadt und Tempel seinen religiösen und politischen Mittelpunkt zurück. Der gesellschaftliche Zusammenhalt und das Durchstehen geschichtlicher Krisen durch den Aufbau einer Erinnerungskultur wird durch die Selbstverpflichtung auf die Tora ermöglicht. Das prophetisch vermittelte Gotteswort in Esr 1,1  zeigt, dass Gott auch durch fremde Herrscher handelt.
Die Fürsorge Gottes ist von entscheidender Bedeutung. JHWH, der immer noch der Gott Israels ist, lenkt ohne Wunder das Handeln der Akteure, sodass sich die prophetischen Verheißungen erfüllen. Das Heil Israels liegt in der Geschichte sowie im Kult und Gesetz Gottes.
Während der Nehemiateil Israel stark ethnisch definiert, überwiegt in anderen Buchteilen eine theologische Definition: Die aus dem Exil Heimgekehrten, und die sich dieser Gruppe angeschlossen haben, gelten als das wahre Israel im Gegenüber zum „Volk des Landes“. Dieses Konzept wird durch die Mischehenproblematik noch enger gefasst. Hierbei werden sakralrechtliche Vorstellungen aus dem Buch Levitikus aufgenommen und das „Heilige Volk Gottes“ ethnisch als kompromisslose Absetzung von allen Fremden definiert (im Gegensatz zur religiösen Definition durch die exklusive JHWH-Verehrung). Bei den Verfassern des Werkes handelt es sich um Schriftausleger. Sie versehen ihre eigene Aktivität mit größerer Autorität, indem sie die Protagonisten des Wiederaufbaus sich so verhalten lassen wie sie selbst. Sie schreiben ältere Texte fort und beziehen sie auf ihre eigene Situation. Die Neugründung wird als Rekapitulation von älteren normativen Überlieferungen – Exodus, Einzug ins gelobte Land, Pessachfeier, Errichtung des Heiligtums, Gesetzesverkündigung und Landesverteilung – entschlüsselt. Gleichzeitig erscheint die Epoche als Erfüllung prophetischer Verheißungen. Auf diese Weise wird Schriftauslegung zu einem Instrument der Geschichtshermeneutik. Durch das Missverständnis und die Abwertung der Torafrömmigkeit als „Gesetzlichkeit“ sowie den Vorwurf der selbstgenügsamen Fixierung auf die eigene Gruppe und Gegenwart übersah das Christentum die innerbiblische Austarierung einer rigiden ethnischen Vorstellung Israels durch Gegenkonzepte (vgl. Jona, Rut u. ö.). Die Torazentrierung ist Israels Weg zur Bundestreue. Versuche, ein positiv bewertetes vorexilisches „Israel“ von einem kritisch betrachteten nachexilischen „Judentum“ abzugrenzen, entsprechen nicht den Erkenntnissen über alttestamentliche Literatur und sind als ideologische Muster zu durchschauen.
In der ausschnitthafte Darstellung der Geschichte Israels in Esra-Nehemia zeichnen sich bereits die Orientierungsmarken für den Weg Israels in der Epoche des zweiten Tempels und bis in die Gegenwart ab. Zu nenne sind hier das Ringen einer politisch abhängigen Gemeinschaft um eine toragemäße Gestaltung des religiösen und sozialen Lebens, das Bewusstsein für die historische und theologische Tiefendimension der Gegenwart und der kreative Umgang mit der Tradition.